# P. Shanmugan
P. (Panchanatham) Shanmugan (ur. 29 marca 1927 w Neduncadu koło Karaikal, zm. 2 lutego 2013 w Karaikal) – polityk indyjski, szef rządu terytorium związkowego Pondicherry.

## Życiorys
Kształcił się w szkole średniej Kurumbagarm w Neduncadu, jako młody człowiek działał w ruchach niepodległościowych. Od 1950 obecny był w życiu publicznym; wieloletni działacz Indyjskiego Kongresu Narodowego, przez 33 lat zasiadał we władzach stanowych partii, blisko współpracując m.in. z K. Kamarajem i G. K. Moopanarem. Pełnił m.in. funkcję sekretarza generalnego (1964–1977), wiceprzewodniczącego (1977–1978), wreszcie przewodniczącego (od 1978) struktur stanowych partii. Po raz pierwszy do parlamentu stanowego Pondicherry wybrany został w 1955 jako przedstawiciel rodzinnego okręgu Neduncadu. W latach 1969–1973 był przywódcą opozycji w parlamencie stanowym. Zasiadał też w samorządzie miejskim Neduncadu (1956–1978) i był burmistrzem miasta (1960–1976). 
Uczestniczył w powołaniu i pracach kolejnych gabinetów terytorium Pondicherry. Kierował m.in. resortami zdrowia, rolnictwa, prac publicznych, planowania i rozwoju. W latach 2000–2001 był premierem rządu Pondicherry.
W latach 1980–1991 przez trzy kadencje zasiadał w parlamencie (Lok Sabha). Brał udział w pracach parlamentarnych komisji m.in. ds. nauki i technologii oraz rolnictwa. Był członkiem Towarzystwa Przyjaźni Indyjsko-Chińskiej.
W 2008 wycofał się z polityki z uwagi na wiek i stan zdrowia. Zmarł 2 lutego 2013 wskutek obrażeń doznanych po upadku ze schodów; został uhonorowany trzydniową żałobą i pogrzebem państwowym.

## Źródła i linki zewnętrzne
- rulers.org (dostęp: 5 lutego 2013)
- sylwetka na stronie Lok Sabha. 164.100.47.132. [zarchiwizowane z tego adresu (2014-04-26)]. (dostęp: 5 lutego 2013)
- Former Puducherry CM Shanmugam passes away, "The Hindu", 3 lutego 2013 (dostęp: 5 lutego 2013)
- P. Shanmugam passed away, indiaonline.in, 2 lutego 2013 (dostęp: 5 lutego 2013)